# Африканска армия (Испания)
Африканската армия (на испански: Ejército de África, на арабски: الجيش الإسباني في أفريقيا) наричана още Марокански армейски корпус е полева армия на испанската армия, която е разположена в испанския протекторат в Мароко от края на 19 век до независимостта на Мароко през 1956 г.
В началото на 20-ти век колониалните владения на Испанската империя в Африка са Мароко, Испанска Сахара, Ифни, нос Джуби и Испанска Гвинея.

## Испанско Мароко
Испанско Мароко е най-близката испанска колония до континентална Испания и най-трудната за контрол. Голям марокански бунт срещу испанското и френското колониално господство започва през 1921 г. с унищожаването на испанската армия в Ануал. Племената Риф са покорени трудно от значителни френско-испански сили след няколко години на битки.

## Предистория и произход
Испания поддържа гарнизони в двата си марокански крайбрежни анклава Мелиля от петнадесети век и Сеута (която въпреки че е португалска от 1415 г., избира да бъде единствената португалска територия, застанала на страната на Испанската империя, след като Португалия си връща независимостта през 1640 г. - поради Иберийския съюз от 1580 – 1640 г.). По различно време те са съставени от моряци, дисциплинарни роти, морска пехота, свободни роти и отряди от градски части. Може да се каже, че испанската армия на Африка възниква като постоянна институция със създаването през 1893 г. на Regimiento de África N° 1 (1-ви африкански пехотен полк).

### Набиране на марокански войници
След Кампанията в Мелиля от 1909 – 1910 г., Испания започва да разширява навътре към континента своите владения и е създадена сила на Policia Indigena (Местна полиция) с мароканци. Тази местна сила осигурява основата за създаването през 1911 г. на Regulares - марокански пехотни и кавалерийски части с испански офицери.

### Тирадори де Ифни
Испанската армия на Африка включва местна лека пехота под командването на европейски офицери, обозначена като Tiradores de Ifni. Съществувайки от 1934 до 1969 г., този корпус е моделиран по северноафриканските тирайлери на френската армия.

### Испански легион
Испанският легион е сформиран с кралски указ на крал Алфонсо XIII на 28 януари 1920 г. като Полк на чужденците. El Tercio е създаден по модела на Френския чуждестранен легион. Целта му е да осигури корпус от професионални войски, които да се бият в испанските колониални кампании в Северна Африка на мястото на наборните части, които се оказват неефективни. Първоначалният състав на полка е от щабна единица и три батальона, известни като Banderas - архаичен термин от 16-ти век.

### 1920 – 1936
До Рифската война от 1920 г. армията на Африка е съставена по същество от Испанския легион и Регулярите; плюс cazadores (испанска пехота), артилерия, инженери и помощни части. Общо наброява 30 000 войници и е най-професионалната и ефективна бойна сила в 100 000-та испанска армия през 1920-те и 30-те години. Местната пехота, набирана в анклава на Ифни (Tiradores de Ifni) от 1934 г., също се счита за част от армията на Африка. Местно набрана жандармерия, Mehalas de la Mehalla' Jalifiana, наброяваща около 5 000 мъже и моделирана по модела на мароканските Goumiers, прикрепени към френската армия на Африка, е създадена през 1923 г. и осигурява подкрепа на редовните части на армията на Африка.
След приключването на Рифската война, гарнизонът на Испанско Мароко е намален до изброените по-горе части; плюс седем пехотни батальона, шест кавалерийски ескадрона и шест артилерийски батареи от континентална Испания, назначени на африканска служба на ротационен принцип.

### Роля в Испанската гражданска война
Африканската армия играе ключова роля по време на Гражданската война в Испания от 1936 – 1939 г. Заедно с други части в испанската армия, армията на Африка се разбунтува срещу Втората испанска република и участва в испанския преврат от юли 1936 г. на страната на Националистите. На 18 юли 1936 г. генерал Франсиско Франко поема върховното командване на тези сили.
Испанско Мароко пада в ръцете на бунтовниците без значителна съпротива. Първоначалното намерение е да се транспортира армията на Африка до континентална Испания по море. Въпреки това, екипажите на по-голямата част от корабите в испанския флот остават лоялни към републиканското правителство в Мадрид, превъзхождайки офицерите, които се присъединяват към бунта. Между 29 юли и 5 август 1936 г. 1 500 бойци на Африканската армия са транспортирани до континентална Испания с въздушен мост, воден от транспортни самолети Junkers Ju 52/3m, предоставени от Нацистка Германия. Фашисткият режим на Кралство Италия предоставя пък бомбардировачи Savoia-Marchetti SM.81, за да осигурят въздушно прикритие за търговски кораби, превозващи 3 000 войници и оборудване от Мароко на 5 август. След това ежедневните полети продължават, докато около 8 000 мароканци и легионери, с поддържаща артилерия се събират в Севиля.
След кацането в Испания, Африканската армия е разделена на две колони, едната командвана от генерал Хуан Ягуе, а другата командвана от полковник Хосе Енрике Варела. Силите на Ягуе напредват на север, постигайки забележително бързи победи и след това се насочват на североизток към Мадрид и Толедо. Силите на Варела навлизат в Андалусия и поемат контрола над ключовите градове Севиля, Гранада и Кордоба. Благодарение най-вече на напредъка на Африканската армия, почти цяла западна Испания е в ръцете на франкистките националисти до края на септември 1936 г. До началото на 1937 г. числеността на Африканската армия е увеличена до 60 000 души.

### 1940 – 1956
С края на Гражданската война, армията на Африка е сведена до мирно съществуване. При Франко обаче в самата Испания ѝ се отдава по-голямо значение, отколкото при монархията или републиката. През 40-те години на миналия век отряди от Tiradores de Ifni са гарнизони на Канарските острови, докато конната Guardia Mora („мавританска гвардия“) поема церемониални задължения в Мадрид.

### След мароканската независимост
След независимостта на Мароко през 1956 г., по-голямата част от местно наетите редовни войници са прехвърлени в новата кралска мароканска армия. Градовете Мелиля и Сеута, както и по-малките също, остават испански и все още са гарнизонирани от части на Легиона.
Ифни остава под испанска администрация до юни 1969 г. Въпреки това, широко разпространените безредици на територията през 1956 г. и войната Ифни от 1957 – 1958 г. водят до значително дезертьорство сред коренното население на Tiradores de Ifni. Съответно, четирите табора, съставляващи тази сила, претърпяват процес на „европеизация“, при който по-голямата част от персонала им е нает от самата Испания.